# Servianische Mauer

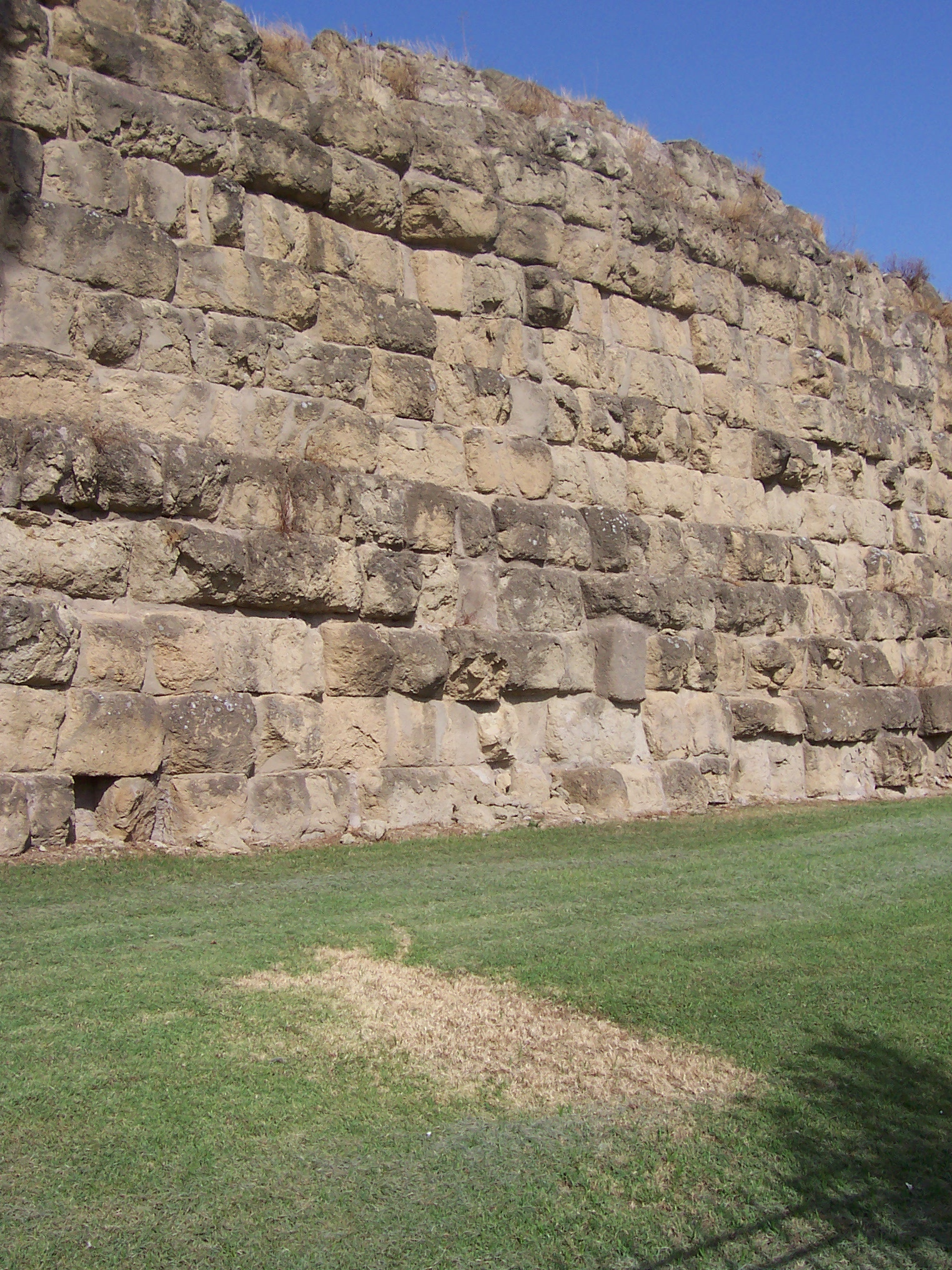
Überreste der Servianischen Mauer in der Nähe des Bahnhofs Roma Termini

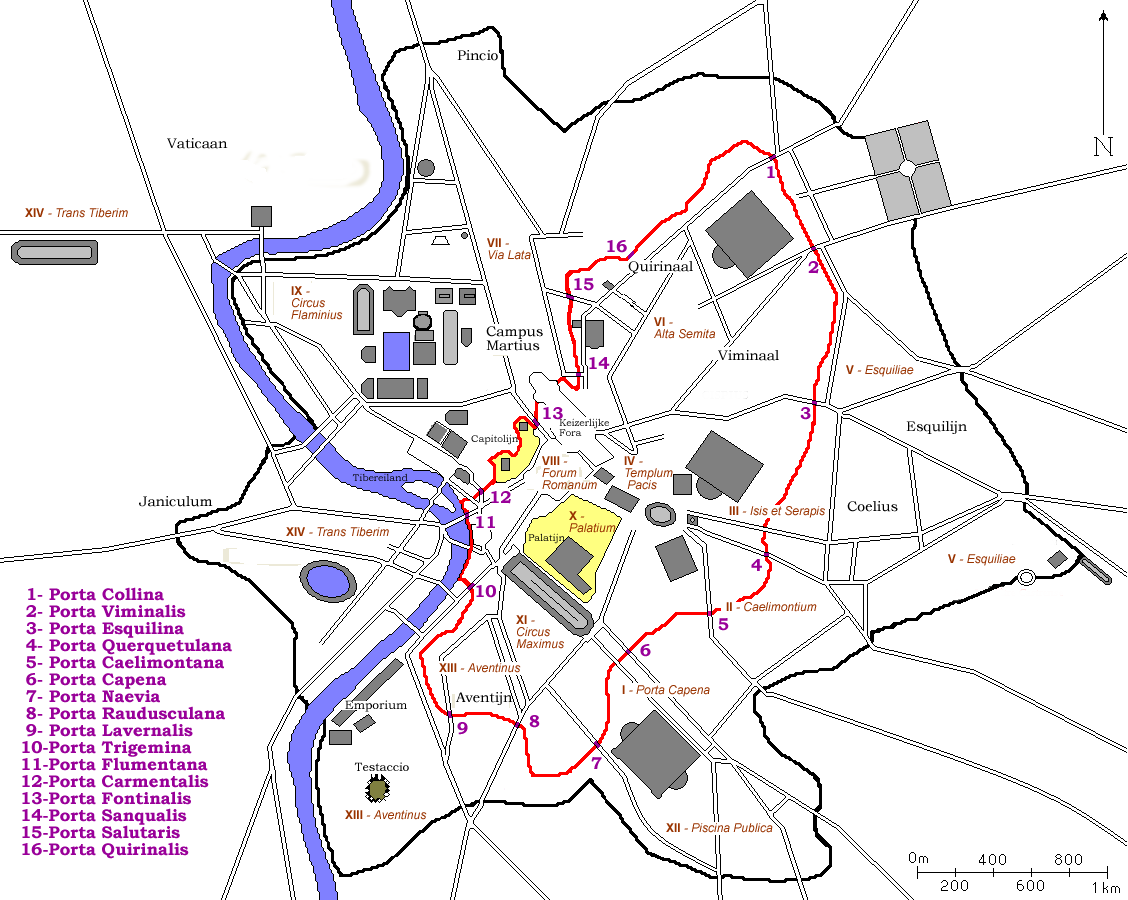
Die Servianische Mauer (rot, Aurelianische Mauer schwarz)

Die Servianische Mauer ist die älteste römische Stadtmauer, von der noch größere Reste erhalten sind. Der antiken Überlieferung zufolge entstand sie im 6. Jahrhundert v. Chr.; die erhaltenen Teile datieren allerdings in das 4. Jahrhundert v. Chr. In den folgenden Jahrhunderten, der Blütezeit des Römischen Reiches, wuchs die Stadt Rom über die Servianische Mauer hinaus, die dadurch ihre Bedeutung verlor. Erst im 3. Jahrhundert n. Chr. wurde mit der Aurelianischen Mauer ein neuer Befestigungsring um Rom angelegt, der die Servianische Mauer ersetzte.

## Entstehung
Die Servianische Mauer entstand, nachdem Rom über den ältesten Siedlungskern, genannt Roma quadrata, hinausgewachsen war. Ihre Errichtung wird auf den römischen König Servius Tullius (regierte 578–534 v. Chr.) zurückgeführt. Unter Lucius Tarquinius Superbus, dem Nachfolger des Servius Tullius, soll die Servianische Mauer noch einmal verstärkt und speziell im Bereich des Agger Tarquinii erhöht worden sein. 
Die heute vorhandenen Überreste stammen jedoch erst aus dem 4. Jahrhundert v. Chr. Laut Titus Livius erteilten die Zensoren im Jahr 387 v. Chr. den Auftrag zum Neubau der Mauer, nachdem die Stadt infolge der Schlacht an der Allia wenige Jahre zuvor von den Kelten eingenommen worden war. Da diese Mauer jedoch einer mehrfach nachweisbaren älteren Mauer folgt und die gleiche Bauweise aufweist, mag ihr Name gerechtfertigt sein. Als Baumaterial diente Tuffstein der stabilen Sorte „Grotta Oscura“, der den Römern seit Eroberung und Zerstörung der tiberaufwärts liegenden etruskischen Stadt Veji zur Verfügung stand. Die Mauer erreichte eine Höhe von zehn Metern und war bis zu vier Meter dick; sie lief bei einer Länge von elf Kilometern um alle sieben Hügel der Stadt. Das am besten erhaltene Mauerstück liegt am Hauptbahnhof Roma Termini am Esquilin. 
Ebenfalls auf Servius Tullius wird die Einrichtung des Pomerium zurückgeführt, jener Trennlinie, die die Stadt Rom von dem Land trennt, das zu Rom gehört (Livius schreibt dies bereits Romulus zu). Diese Grenze folgt nicht der durch die Servianischen Mauern vorgegebenen Linie, so dass angenommen wird, dass sie auch damit tatsächlich nichts zu tun hat.

## Liste der Tore
- Porta Flumentana – durch sie führte die Via Aurelia nach Rom, nachdem sie den Tiber überquert hatte
- Porta Carmentalis
- Porta Fontinalis – führte zur Via Flaminia
- Porta Sanqualis
- Porta Salutaris
- Porta Quirinalis
- Porta Collina – das nördlichste Tor; führte zur Via Salaria
- Porta Viminalis – (noch existent)
- Porta Esquilina – führte zur Via Labicana, Via Praenestina und Via Tiburtina (noch existent)
- Porta Querquetulana – führte zur Via Tusculana
- Porta Caelimontana (noch existent)
- Porta Capena – führte zur Via Appia und Via Latina
- Porta Naevia – auf dem  Aventin, führte zur Via Ardeatina
- Porta Raudusculana – im östlichen Bereich des Aventin
- Porta Lavernalis
- Porta Trigemina – nahe dem Forum Boarium, führte zur Via Ostiensis